# Massanei
Massanei ist ein Ortsteil der Stadt Waldheim im sächsischen Landkreis Mittelsachsen. Massanei ist kein offizieller Ortsteil Waldheims und auch nicht Teil einer der beiden Ortschaften der Stadt.

## Lage
Das platzartige Reihendorf Massanei liegt östlich von Waldheim auf gut 259 m etwa 1,5 km östlich der Zschopau. Der Ort liegt etwa im Städtedreieck Chemnitz-Dresden-Leipzig. Durch die Straße verläuft die S36 von Waldheim nach Reichenbach und Greifendorf.

## Geschichte
Die Geschichte von Massanei geht mindestens auf das Jahr 1394 zurück, als der Ort Massenye erstmals erwähnt wurde. Spätere Nennungen sind Masseny (1407), Maßeney (1465), Masseneye (1551) und Maßeney, oder Masteney (1791). Massanei ist seit jeher nach Waldheim gepfarrt. 1551 war der Ort dem Rittergut Kriebstein zugehörig; entsprechend seiner Lage gehörte der Ort zum Amt Rochlitz, dem Gerichtsamt Waldheim, der Amtshauptmannschaft und dem Landkreis Döbeln, bis dieser 2008 im heutigen Kreis aufging.
Die selbständige Landgemeinde wurde 1974 nach Waldheim eingemeindet.
| Jahr      | 1551                           | 1764                          | 1834 | 1871 | 1890 | 1910 | 1925 | 1939 | 1946 | 1950 | 1964 |
| --------- | ------------------------------ | ----------------------------- | ---- | ---- | ---- | ---- | ---- | ---- | ---- | ---- | ---- |
| Einwohner | 21 besessene Mann, 38 Inwohner | 24 besessene Mann, 17 Häusler | 339  | 335  | 479  | 466  | 453  | 455  | 587  | 590  | 473  |

1925 lebten in Massanei 446 Lutheraner und 7 Katholiken.

## Persönlichkeiten
- Doris Müller (1935–2013), Vize-Europameisterin im Diskuswurf 1962
- Erich Müller (1921–1996), Generaldirektor des VEB Kombinat Leuna-Werke

## Belege
1. 1 2  Massanei – HOV | ISGV. Abgerufen am 28. März 2024.